# Abecedarium Nordmannicum
Das Abecedarium Nordmannicum („nordmannisches Abc“) ist ein Runengedicht aus dem 9. Jahrhundert. Inhaltlich wird im Abecedarium das Runenalphabet des 16-typigen sogenannten Jüngeren Futhark in Verbindung mit sich auf den einzelnen Runennamen aufbauenden einfache reimende Merkverse wiedergegeben.

## Rezeption
Vermutlich nordisch-dänischer Herkunft, wurde das Abecedarium durch niederdeutsche Vermittlung in Fulda von Walahfrid Strabo zwischen 825 und dessen Tod 849 niedergeschrieben. Es ist das älteste von fünf erhaltenen Runengedichten: das altenglische aus dem 10/11., altnorwegisch 13. und isländisch aus dem 15. Jahrhundert. 1457 wurde die Handschrift im Katalog der Dombibliothek von Chur gelistet. Im 18. Jahrhundert, 1768, gelangte sie in den Bestand der Stiftsbibliothek St. Gallen des Klosters St. Gallen, dort findet sich das Runengedicht in der Sammelhandschrift Codex Sangallensis 878 auf der Seite 321.
Durch chemische Behandlungen mit Reagenzien im 19. Jahrhundert ist das Textkorpus heute nur schwer lesbar. Rezeptionen finden unter anderen auf Grundlage einer Abzeichnung von Wilhelm Grimm statt.

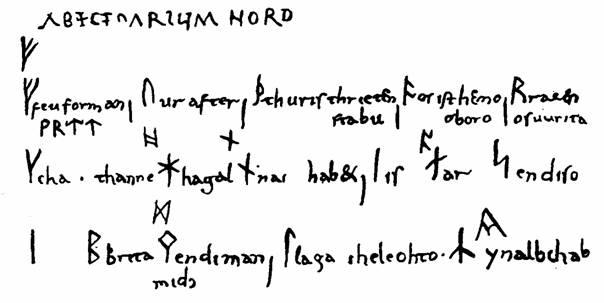
Abzeichnung Grimms, 1821

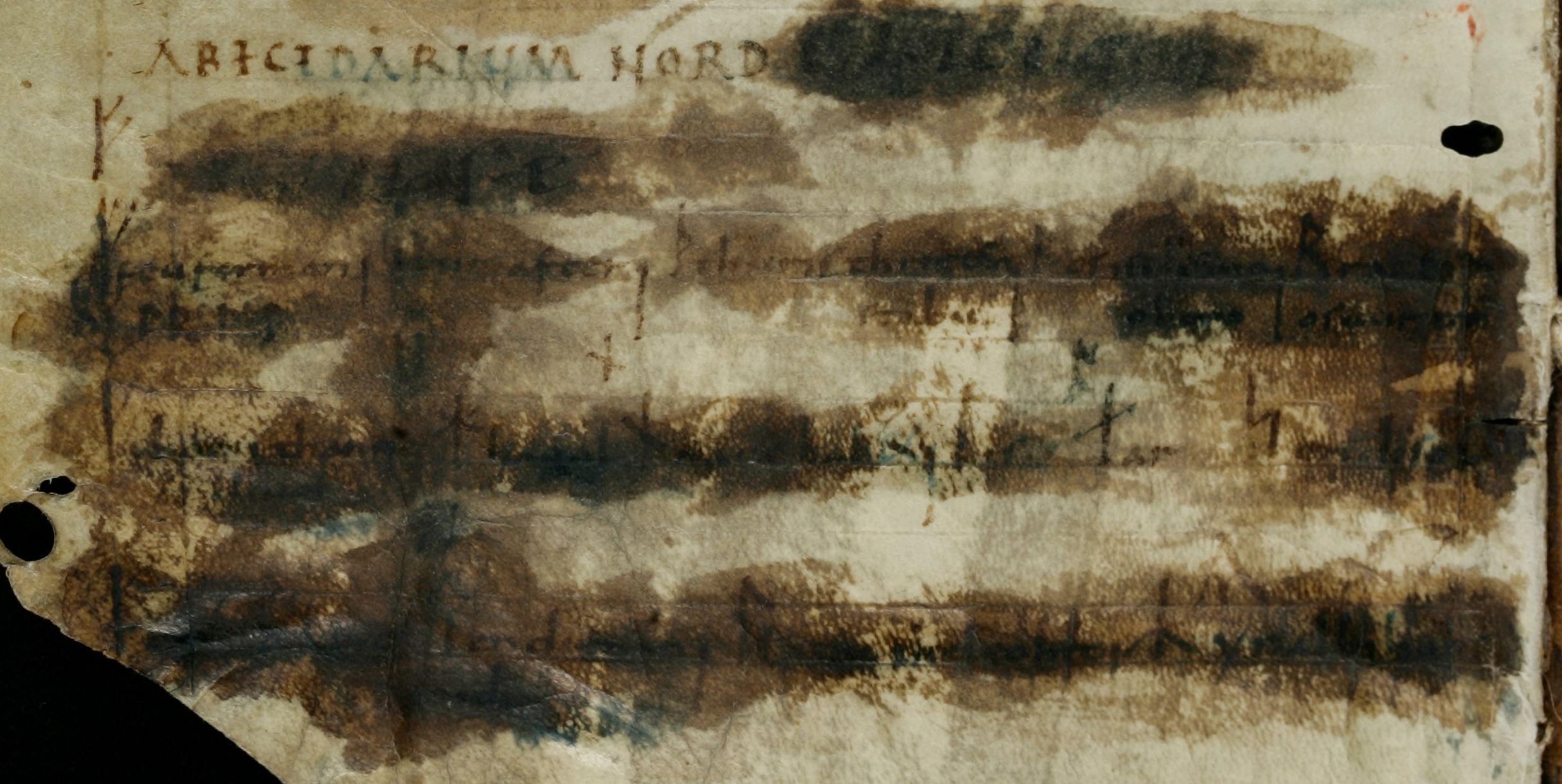
Abbildung der Handschrift mit den Spuren der chemischen Behandlung

Der Text, in karolingischer Minuskel geschrieben, erklärt in drei Zeilen (Runenreihen) und in 11 teilweise stabenden Kurzversen (Stabreime auf F, U, Th, R, K, L) die 16 Runen des jüngeren nordischen Futharks in der üblichen Reihenfolge. Abweichung besteht in der Einschiebung des in der Regel die erste Reihe (Aet) beschließende K hier an die erste Stelle der zweiten Reihe. In der Form und Ausführung der Runen entsprechen die Typen denen in der Futhark-Sequenz des dänischen Runenstein von Gørlev. Besonders in den Zeilen 2 und 3 sind über den nordischen Runen entsprechende fünf (insgesamt sechs) altenglische Runen, und in solchen Runen das Lexem wrēat als Präteritum von wrītan zu deutsch schreiben, eingefügt. Vermutlich stammen die einzelnen altenglischen Runen sowie das Runenwort aus ein und derselben Hand. Die Runen stehen in der Form als Akrostichen den Kurzversen vor, diese sind durch sogenannte „Trenner“, hier durch senkrechte Striche, voneinander abgegrenzt. Die Sprache ist eine Mischsprache aus altsächsisch, althochdeutsch, altenglisch und altnordisch, daher ist das Abecedarium Objekt zahlreicher altgermanistisch-mediävistischer Facharbeiten und Diskurse.
Von den bekannten immer sehr kurzen Runenschriften stammen nur sehr wenige aus den Siedlungsgebieten der deutschen Stämme im Gegensatz zu Skandinavien. Bei den deutschen Stämmen ist der Gebrauch der Runen scheinbar schon in der Zeit vor der Übernahme der lateinischen Schrift abgelegt worden. Nur in ganz wenigen Handschriften zum Anfang der deutschen Schriftlichkeit und Literatur, wie im Abecedarium oder im Wessobrunner Gebet, finden sich Runenzeichen.
Der Niederschreiber verfolgte mit dem Abecedarium ein zeitgenössisches wissenschaftlich-grammatisch, antiquarisches Interesse, worauf die hebräischen und griechischen Alphabete und besonders ein altenglisches Runenalphabet, das Futhorc als Anguliscum übertitelt, auf derselben Manuskriptseite 321 unmittelbar vor dem Abecedarium enthalten, hinweisen. Eine vermutete Funktion des Abecedarium im Kontext der karolingischen Mission, der Christianisierung neben niederdeutscher vor allem skandinavischer Bevölkerungen, wird fachwissenschaftlich angenommen und durch den belgischen Anglisten und Germanisten René Derolez zuerst in die Diskussion eingebracht. Der Inhalt und die Form zeigt jedoch noch die alte magisch-kultische Schicht des germanisch-paganen Runenzaubers durch die Verwendung von Begriffen (Riesen, Götter) aus der Germanischen Mythologie.
Die Rezeptionsgeschichte des Abecedarium Nordmannicum begann im frühen 19. Jahrhundert mit Wilhelm Grimms Abhandlung: Über die deutschen Runen, 1821. In den folgenden Jahrzehnten wurde das Abecedarium unterschiedlich rezipiert, je nach Perspektive als ein entweder althochdeutsches oder altsächsisches Schrift- und Sprachzeugnis. Dieser Umstand besteht in der Fachwissenschaft bis heute und wird differenziert im wechselseitigen Bezug auch zum altnordischen reflektiert. Karl Müllenhoff und Johan Gallée veröffentlichten zum Ende des 19. Jahrhunderts diesbezügliche, teilweise mit faksimilierten Abbildungen, bedeutende Facharbeiten. Georg Baesecke trug 1941 eine spezielle Arbeit zum Abecedarium in der Fachzeitschrift des Runologen Helmut Arntz bei. Nach dem Zweiten Weltkrieg brachten besonders die Arbeiten von Bernhard Bischoff und die von René Derolez neue Ergebnisse zum Forschungsstand bei. Bischoff hob durch seine paläographischen Untersuchungen die eigenhändige Autorenschaft Strabos hervor. Derolez untersuchte und lehnte die Annahme der älteren Forschung in Bezug auf die Autorenschaft des Abecedarium durch Hrabanus Maurus ab (Hrabanische Runen). Weiters brachte Derolez das Abecedarium in Verbindung mit der karolingischen Mission zum Erlernen eines Schriftsystems als kirchenpolitisches Mittel.

## Übertragung
- Zeile 1

F feu forman| U ur after| Th thuris thritten| A os ist imo| R rat end

[runisch wreat]..................................stabu| .........oboro| os uuritan
Vieh zuerst, Ur danach, Thurse als dritten Stab, Ase ist rechts davon, Rad am Ende zu schreiben.
- Zeile 2

K chaon thanne| H hagal N naut habet| I is J ar S endi sol
daran klebt dann Fackel (oder Geschwür), Hagel hält Not, Eis, (gutes) Jahr und Sonne.
- Zeile 3

T, B brica M endi man| L lagu the leohto| Y yr al bihabet
midi
Tiu=Tyr, Birke und Mann inmitten, Wasser (See) das lichte, Eibe schließt alles ab.
(nach Klaus Düwel und der Lesung von René Derolez)